# Detlef Cölln
Detlef Cölln (* 13. August 1876 in Eckernförde; † 29. Juli 1961 in Wesselburen, Dithmarschen) war ein deutscher Schulleiter und Schulbuchautor.

## Leben und Wirken
Cölln absolvierte das Lehrerseminar in seiner Heimatstadt Eckernförde. Er wirkte viele Jahre als Rektor an einer Mittelschule in Wesselburen, heute Eider-Nordsee-Schule, und als Schulbuchautor. Seine Gedicht- und Bildkunstsammlung Aus deutschem Herzen erschien von 1926 bis 1938 in dreizehn Auflagen. Weiterhin veröffentlichte er Sammelwerke über verschiedene Dithmarscher Dichter sowie Einzelwerke über Klaus Groth, Friedrich Hebbel und Adolf Bartels. Auf Cöllns Initiative hin wurde 1925 die privatrechtliche Hebbel-Gemeinde – eine literarische Vereinigung, die sich später in Hebbel-Gesellschaft umbenannte – gegründet. Vom Ersterscheinen 1939 bis 1959 zeichnete er allein verantwortlich für das jährlich erscheinende Hebbel-Jahrbuch. Zahlreiche seiner Aufsätze und Festschriften wurden in den Hebbel-Jahrbüchern und in der Zeitschrift Die Heimat veröffentlicht. 
Cöllns Wirken zeigt eine Nähe zu Adolf Bartels und seiner völkisch-antisemitischen Gesinnung. Von 1935 bis 1937 war er für den Bund für Deutsche Kirche, zu dessen Mitbegründern Bartels gehörte, Hauptbearbeiter des Lehrplans für deutschen Religionsunterricht. Als Bundesvorsitzender des Adolf-Bartels-Bundes verfasste er mehrere Werke und Festschriften über den Dichter. In seine Zeit als Rektor fiel nach der Machtergreifung der Nationalsozialisten die Umbenennung der Wesselburener Mittelschule in Adolf-Bartels-Schule.
Im Jahr 1955 wurde Cölln mit dem Bundesverdienstkreuz am Bande geehrt.
Mit seiner Ehefrau Josephine (1873–1923) hatte er zwei Kinder, Friedrich (gefallen im Zweiten Weltkrieg) und Else, verheiratete Gäthje (1902–1995). Die bildende Künstlerin Telse Schnelle-Cölln (1926–2001) war seine Enkelin.
Beerdigt wurde Cölln auf dem Friedhof in Wesselburen.

## Veröffentlichungen (Auswahl)
- Aus deutschem Herzen. Teil 1: Gedichte und Prosa für Klasse 5 und 6. Moritz Diesterweg, Frankfurt a. M. 1927.
- Aus deutschem Herzen. Teil 2: Gedichte für die vier oberen Klassen. Moritz Diesterweg, Frankfurt a. M.1927.
- Aus deutschem Leben. Ausgabe für Schleswig-Holstein. Teil 1. Moritz Diesterweg, Frankfurt a. M. 1927.
- Aus deutschem Leben. Ausgabe für Schleswig-Holstein. Teil 2. Moritz Diesterweg, Frankfurt a. M. 1927.
- Dithmarscher Dichterbuch. 1. Teil: Gesamtüberblick über die Dithmarscher Dichtung. Westholsteinische Verlagsdruckerei Heider Anzeiger, Heide 1927.
- Dithmarscher Dichterbuch. 2. Teil: Friedrich Hebbel. Westholsteinische Verlagsdruckerei Heider Anzeiger, Heide 1928.
- Dithmarscher Dichterbuch. 3. Teil: Klaus Groth. Sein Leben und sein Werk. Westholsteinische Verlagsdruckerei Heider Anzeiger, Heide 1926.
- Arbeitsgemeinschaft Deutscher Religionsunterricht (Hrsg.): Lehrplan für deutschen Religionsunterricht. Hauptbearbeitung Detlef Cölln, F. Hirt, Breslau 1936.
- Adolf Bartels – Leben, Wesen und Werk. Westholsteinische Verlagsdruckerei Heider Anzeiger, Heide 1935.
- Adolf Bartels, der völkische Vorkämpfer und der Dichter. Callwey, München 1937.
- Adolf Bartels zum achtzigsten Geburtstag. Westholsteinische Verlagsdruckerei Heider Anzeiger, Heide 1942.
- Störm un Freden. Ein plattdeutsches Spiel in fünf Bildern frei nach der Novelle von Theodor Storm. Hebbel-Gesellschaft, Wesselburen 1951.